# Обслуговування повітряного руху
Обслуговування повітряного руху (ОПР)

## Система ОПР в Україні
У повітряному просторі України та у повітряному просторі над відкритим морем обслуговування повітряного руху надає Служба аеронавігаційного обслуговування, що діє у складі Украероруху.
Службі підпорядковані об'єкти аеронавігаційного обслуговування, у складі яких є органи ОПР — аеродромні диспетчерські вишки.
В Україні є чотири районні диспетчерські центри (Київ — 2 сектори польотної інформації, Львів — 2 сектори польотної інформації, Одеса — 1 сектор та Дніпропетровськ — 1 сектор), які здійснюють:
- районне диспетчерське обслуговування,
- диспетчерське обслуговування підходу,
- польотно-інформаційне обслуговування повітряного руху,
- аварійне обслуговування повітряного руху.

Також є чотири диспетчерські органи підходу (Харків, Івано-Франківськ, Запоріжжя, Ужгород).
Аеродромне диспетчерське обслуговування в Україні здійснюється Украерорухом на 18 аеродромах України: «Вінниця», «Дніпропетровськ», «Запоріжжя», «Івано-Франківськ», «Київ» (Бориспіль), «Київ» (Жуляни), «Кіровоград», «Кривий Ріг», «Львів», «Миколаїв», «Одеса», «Полтава», «Рівне», «Суми», «Ужгород», «Харків», «Херсон», «Чернівці».
Польотно-інформаційне обслуговування повітряного руху на аеродромах (AFIS)
Польотно-інформаційне обслуговування на аеродромах «Озерне», «Тернопіль», «Черкаси» та вертодромі «Гелікоптерний майданчик Канів» (Пекарі) здійснюють органи AFIS — польотно-інформаційного обслуговування повітряного руху на аеродромах англ. (aerodrome flight information service).